# جيمي أدير
جيمي أدير (بالإنجليزية: Jimmy Adair)‏ هو لاعب كرة قاعدة أمريكي، ولد في 25 يناير 1907 في وكساهاتشي في الولايات المتحدة، وتوفي في 9 ديسمبر 1982 في دالاس في الولايات المتحدة.

## وصلات خارجية
- جيمي أدير على موقعبيزبول رفرنس.كوم (الدوري الرئيسي) (الإنجليزية)
- جيمي أدير على موقعبيزبول رفرنس.كوم (الدوري الثانوي) (الإنجليزية)
- جيمي أدير على موقع مشجعي الرسوم البيانية (الإنجليزية)